# François Guerrette
François Guerrette, né en 1986 à Rimouski, est un poète québécois.

## Biographie
François Guerrette est né en 1986 à Rimouski. Il détient une maitrise en création littéraire à l'Université du Québec à Montréal, et complète une thèse de doctorat sur l’œuvre de Denis Vanier à l'Université de Montréal,.
Il publie son premier recueil de poésie, Les oiseaux parlent au passé, chez Poètes de brousse en 2010, pour lequel il est Finaliste au prix Émile-Nelligan 2010. Guerrette y publie ses cinq prochains recueils. Son second, Panique chez les parlants, parait en 2010, lui vaut un prix de l’Académie de la vie littéraire. En 2011 il remporte le prix Félix-Antoine-Savard pour Pleurer ne sauvera pas les étoiles, une suite poétique publiée dans la revue Estuaire. Il fait paraitre un recueil de poésie du même nom en 2012, qui lui vaut d'être finaliste au Prix Émile-Nelligan pour une seconde fois. La même année, il remporte le prix Jean-Lafrenière–Zénob du Festival international de la poésie de Trois-Rivières. En 2015, Guerrette publie Mes ancêtres reviendront de la guerre, et se mérite le prix des libraires, en plus d'être finaliste au prix Alain-Grandbois,. Son cinquième recueil, Constellation des grands brûlés, parait en 2017 et se mérite le Prix Émile-Nelligan. Sous mon costume de vivant, son dernier recueil, est publié en 2020. Il a également publié des textes dans plusieurs anthologies et ouvrages collectifs au Québec, en Europe et en Amérique latine.
Animateur de cabarets, Guerrette a organisé les Cabarets de la Pègre au Bistro de Paris de 2011 à 2013, ainsi que les Cabarets des Brumes du Festival international de la littérature. Il vit à Montréal, et enseigne la création littéraire à l’Université de Montréal.

## Œuvres

### Poésie
- Les oiseaux parlent au passé, Montréal, Poètes de brousse, 2009, 64 p.  (ISBN 978-2-923338-25-5)
- Panique chez les parlants, Montréal, Poètes de brousse, 2010, 68 p.  (ISBN 978-2-923338-37-8)
- Pleurer ne sauvera pas les étoiles, Montréal, Poètes de brousse, 2012, 87 p.  (ISBN 9782923338552)
- Mes ancêtres reviendront de la guerre, Montréal, Poètes de brousse, 2014, 61 p.  (ISBN 9782923338774)
- Constellation des grands brûlés, Montréal, Poètes de brousse, 2017, 74 p.  (ISBN 9782924671153)
- Sous mon costume de vivant, Montréal, Poètes de brousse, 2020, 140 p.  (ISBN 9782924671429)

## Prix et honneurs
- 2010 - Finaliste au Prix Émile-Nelligan pour Les oiseaux parlent au passé[4]
- 2011 - Prix Félix-Antoine-Savard pour Pleurer ne sauvera pas les étoiles, suite poétique publiée dans la revue Estuaire[6]
- 2011 - Prix de l’Académie de la vie littéraire pour Panique chez les parlants[5]
- 2012 - Finaliste au Prix Émile-Nelligan pour Pleurer ne sauvera pas les étoiles[7]
- 2012 - Prix Jean-Lafrenière–Zénob[8]
- 2015 - Prix des libraires pour Mes ancêtres reviendront de la guerre[9]
- 2015 - Finaliste au prix Alain-Grandbois pour Mes ancêtres reviendront de la guerre[10]
- 2017 - Prix Émile-Nelligan pour Constellation des grands brûlés[11]